# Альваро Беніто
Альваро Беніто (ісп. Álvaro Benito, нар. 10 грудня 1976, Саламанка) — іспанський футболіст, що грав на позиції півзахисника. По завершенні ігрової кар'єри — тренер та музикант, гітарист та вокаліст гурту Pignoise.
Виступав, зокрема, за клуб «Реал Мадрид», а також молодіжну збірну Іспанії.

## Клубна кар'єра
Народився 10 грудня 1976 року в місті Саламанка. Вихованець юнацьких команд футбольних клубів «Реал Авіла» та «Реал Мадрид».
У дорослому футболі дебютував 1994 року виступами за команду «Реал Мадрид C», у якій провів один сезон, взявши участь у 20 матчах чемпіонату. 
Згодом з 1995 по 1998 рік грав у складі команд «Реал Мадрид Кастілья», «Реал Мадрид» та «Тенерифе».
Своєю грою за останню команду знову привернув увагу представників тренерського штабу клубу «Реал Мадрид», до складу якого повернувся 1998 року. Цього разу відіграв за королівський клуб наступні три сезони своєї ігрової кар'єри.
Протягом 2001—2002 років знову захищав кольори клубу «Реал Мадрид Кастілья».
Завершив ігрову кар'єру у команді «Хетафе», за яку виступав протягом 2002—2003 років.

## Виступи за збірні
У 1992 році дебютував у складі юнацької збірної Іспанії (U-16), загалом на юнацькому рівні взяв участь у 18 іграх, відзначившись одним забитим голом.
У 1996 році залучався до складу молодіжної збірної Іспанії. На молодіжному рівні зіграв в одному офіційному матчі.

## Кар'єра тренера
Розпочав тренерську кар'єру, повернувшись до футболу після тривалої перерви, 2015 року в якості тренера молодіжної команди клубу «Реал Мадрид». Наразі досвід тренерської роботи обмежується цим клубом.